# Accordo di delimitazione Italia-Tunisia

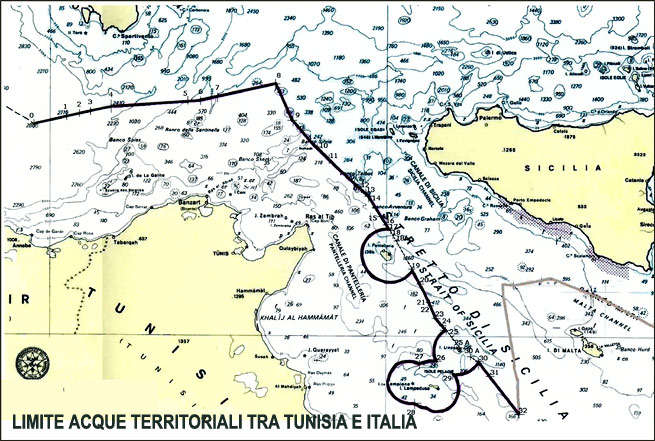
Il confine marittimo tra Italia e Tunisia

L'accordo di delimitazione Italia-Tunisia è un trattato del 1971 tra Italia e Tunisia in cui i due paesi hanno concordato di delimitare un confine marittimo tra loro nella piattaforma continentale. Il testo del trattato stabilisce un complesso confine nello Stretto di Sicilia che rappresenta una linea equidistante tra Sicilia e Tunisia, ad eccezione di Pantelleria e delle Isole Pelagie (Lampedusa, Linosa e Lampione) trattate come exclave italiane nella parte tunisina con specifici archi di mare territoriale.

## Descrizione
Il confine termina poco prima di una linea equidistante tra Malta e le Isole Pelagie italiane e il punto più occidentale della linea di confine forma un tripoint marittimo con l'Algeria. Il 23 gennaio 1975 i paesi, di comune accordo, aggiunsero al trattato verbali supplementari, tra cui una mappa del confine e 32 singoli punti di coordinate che lo definiscono. È entrato in vigore il 6 dicembre 1978 dopo essere stato ratificato da entrambi i paesi.
Il trattato è stato firmato a Tunisi il 20 agosto 1971 e il suo nome completo è Accordo tra il governo della Repubblica di Tunisia e il governo della Repubblica italiana in merito alla delimitazione della piattaforma continentale tra i due Paesi.